# Walter Garib
Walter Garib Chomali (Requínoa, antigua provincia de Colchagua, 16 de marzo de 1933) es un escritor y periodista chileno.

## Biografía
Nacido en el seno de una familia de descendientes de palestinos, Walter Garib estudió primero en la escuela pública en Requínoa, su pueblo natal. Luego en el internado de los hermanos maristas de San Fernando En 1944, se trasladó a Santiago, donde ingresó en un colegio inglés, del que se mudó al Internado Nacional Barros Arana. En ese establecimiento conoció a los profesores escritores Ernesto Livacic y Alfonso Calderón, quienes lo alentaron a escribir. El año 1954 estudió en la escuela de Bellas Artes de la Universidad Católica. Ingresó en 1955 a Derecho en la Universidad de Chile, pero el año 1957 abandonó esta carrera. 
Su primera publicación data de 1963 con un libro de cuentos, "La cuerda tensa". Habría de pasar casi una década antes de que apareciera su segundo libro, esta vez, una novela titulada "Festín para inválidos", que publicó la editorial Quimantú en 1972, 2 ediciones de 5000 ejemplares cada una. Luego de ganar el año anterior el concurso Nicomedes Guzmán, organizado por la Sociedad de Escritores de Chile.
Garib ha publicado veinte novelas y seis volúmenes de cuentos, alcanzando su mayor éxito en 1989, al ser galardonado con el Premio Municipal de Literatura de Santiago por su novela De cómo fue el destierro de Lázaro Carvajal, publicada el año anterior.
Durante la dictadura cívico-militar de Pinochet, entre 1973 y 1990, Walter Garib permaneció en Chile. Se vinculó al trabajo gremial de la Sociedad de Escritores de Chile y apoya la publicación de revistas clandestinas o de divulgación restringida. Entre ellas, "La gota pura" y "Cientopies". Como resultado de la censura de la época, sus obras se publicaron en México. Solo en 1986, edita en Chile "Travesuras de un pequeño tirano", presentada en la plaza mulato Gil de Santiago, a 50 metros del Ministerio de Defensa. Dos años después, en 1988 publica la novela "De cómo fue el destierro de Lázaro Carvajal", que obtuvo el Premio Municipal de Literatura de Santiago. Ambas obras por su contenido, bien pudieron ocasionarle problemas con la dictadura.
Ha ejercido también el periodismo; así, fue columnista del diario La Nación (1972-1973) (1998-2003) y ha colaborado en la La Época (1996-1998), El Clarín de Chile desde 2016  hasta la fecha. Asimismo en revistas Punto Final. La Pluma del Ganso de México y Caballo de Fuego de Chile. También sus cuentos se hallan en la revista Aurora Boreal de Dinamarca y en infinidad de publicaciones en Internet.
Su obra ha sido traducida al francés, inglés, italiano, árabe y catalán. Y sus cuentos han sido publicados en Chile, Estados Unidos, México, República Dominicana, Argentina, España, Alemania, Dinamarca y en varias antologías. Garib es asimismo un pintor aficionado que estudió en la Escuela de Bellas Artes de la Universidad Católica de Chile. En la galería virtual de Ennio Bucci, figuran varias de sus pinturas. 
Casado con la pintora naife Lenka Chelén-Franulic, tienen 3 hijos y 8 nietos.

## Obras
- La cuerda tensa, cuentos, autoedición, Universitaria, Santiago, 1963
- Festín para inválidos, novela, Quimantú, Santiago, 1972
- El pescador y el gigante, adaptación del cuento homónimo, Quimantú, Santiago, 1973
- Agonía para un hombre solo, novela firmada bajo el heterónimo de Dionisio Albarrán; Pueblo Nuevo, México, 1977
- Travesuras de un pequeño tirano, novela, Sin Fronteras, 1986
- De cómo fue el destierro de Lázaro Carvajal, novela, Bat, Santiago/Caracas/Barcelona, 1988
- Las noches del Juicio Final,  novela, Bat, Santiago/Caracas/Barcelona, 1989
- Las muertes de un falte difunto, novela, Bat, Santiago/Caracas/Barcelona, 1990
- El viajero de la alfombra mágica, novela, editorial Fértil Provincia, Santiago, 1991 (editorial Alkitab, Santiago, 2008; Le voyageur au tapis magique, trad.: Solene Béredot; L’Atelier du tilde, Lyon)
- Por desamor al amor, novela, editorial Fértil Provincia, Santiago, 1992
- Cantarrana no es la luna, novela, editorial La Noria, Santiago, 1993
- Caudillo iluminado, novela, Del Azafrán, Chile / México, 1993
- El hombre del rostro prestado, cuentos, editorial Chañaral Alto, revista La Pluma del Ganso, México, 1997
- L'Homme qui cherchait son visage, New Legend, Paris, 2000
- El otro Caín, novela, editorial Chañaral Alto, revista La Pluma del Ganso, México, 1997
- Historias que caben en un dedal, cuentos, Ediciones La Pluma del Ganso, México DF, 2004
- Hoy, mañana del ayer, novela, Ediciones La Pluma del Ganso, México DF, 2006
- Me dicen El Querubín, novela, Ediciones La Pluma del Ganso, México DF / Editorial Librería Nobel, Santiago, 2007 (descargable desde su página oficial; acceso 02.04.2017)
- No recomendable para señoritas, cuentos, Ediciones La Pluma del Ganso, México DF, 2007
- Malandanzas de un enano, novela, Alkitab, Santiago, 2009
- Esclavo de tu inocencia, novela, Fundación Iberoamericana, Santiago / Revista La Pluma del Ganso, México, 2013
- Funeral bajo la lluvia, cuentos, Editorial Revista Aurora Boreal, Copenhague, 2014 (descargable desde su página oficial; acceso 02.04.2017)
- Alcobas licenciosas, novela, Ediciones Digitales-Chile, 2015
- Secretos mal guardados , novela, Editorial Aurora Boreal, Dinamarca 2018
- Olvido por conveniencia, novela, Kindle (Amazon), 2018
- Fulgores en la Penumbra, cuentos, poesía, 4 escritores en tiempo de pandemia, Theodoro Elssaca, Juan Eduardo Esquivel, Walter Garib, Jaime Hales, HB Editores, Chile 2020
- Travesía por el reyno de los sueños, novela, Editorial Edición Digital, Chile 2020
- Una vida tantas veces vivida, novela, Editorial Trayecto Comunicación (TC), Chile 2021
- Impertinencias, chascarros y proverbios comentados, ensayo, Editorial Trayecto Comunicación (TC) Chile, 2022
- " Nadie quiere morir al amanecer", novela. Editorial Marciano, Chile. 2024
- " Dúo a tres voces" (Novela) Editada en forma semanal por el Diario Clarín, Chile. 2024

## Reconocimientos
- Concepción, Chile en 1990. Reconocimiento a su destacada labor literaria. Corporación Cultural y Educacional Chileno Árabe de Concepción.
- Concepción, Chile en 1992. Reconocimiento y homenaje a sus raíces literarias. Corporación Cultural y Educacional Chileno Árabe de Concepción.
- Requínoa, Chile en 1997. Reconocimiento por su trayectoria literaria. Municipalidad de Requínoa.
- Centro Árabe Palestino Los Angeles-Chile 1998. Reconocimiento por su permanente aporte a la difusión de la cultura árabe.
- Ciudad de México en 2007. Reconocimiento por su relato "El violinista del metro" , publicada por la revista La Pluma del Ganso.
- Reconocimiento a su importante trayectoria en la literatura chilena 2019. @escritor, SECH Chile.
- Viña Del Mar, Chile en 2024. Reconocimiento literario FIL Viña Del Mar 2024 - 60 años de trayectoria literaria. Cámara Chilena del Libro.

## Premios
- Primer premio en el concurso de novela Nicomedes Guzmán 1971 por Festín para inválidos, organizado por la Sociedad de Escritores de Chile
- Premio Municipal de Literatura de Santiago 1989 por su novela De cómo fue el destierro de Lázaro Carvajal.
- Premio Municipal Juegos Literarios Gabriela Mistral 1980, mención por la novela "Hay perros en la ventana".
- Premio Municipal Juegos Literarios Gabriela Mistral 1982, segundo premio por la novela "Ya nadie quiere morir al amanecer".
- Séptimo concurso literario Nacional "Manuel Francisco Mesa Seco. Seleccionado.
- Finalista en concursos de Chile, Argentina, México y España.
- Segundo Premio en el Concurso Literario “Amores de Otoño”, Amor y Erotismo en 69 Palabras (iniciativa del Prais de Ancud, Chile.)

## Invitaciones a Congresos
- 1992 Congreso Internacional de literatura Asunción Paraguay.
- 2012 Congreso Internacional Espaces Latino, Lyon, Francia.
- 2013 Congreso Internacional Colibrís, Marsella, Francia.

## Taller de cuento
- Desde 1976 hasta 2013 realiza diversos talleres de cuentos. Estadio Palestino, Vicaría de la Pastoral Obrera de Santiago, Colegio Árabe de Viña del Mar, comuna de Pirque.

## Prensa
- Columnista Diario La Nación-Chile 1971-1973
- Columnista Diario La Época-Chile 1995-1998
- Columnista Diario La Nación-Chile 1998-2003
- Columnista Diario Digital El Clarín-Chile 2016-presente.

## Actividad gremial
- Director del Instituto Chileno Árabe de Cultura-Santiago de Chile. 1977
- Director de la Sociedad de Escritores de Chile. 1982 hasta 1985
- Director de la Sociedad de Escritores de Chile. 1997 hasta 1999
- Director de la Sociedad de Escritores de Chile. 1999 hasta 2002

## Actividad plástica
- Primer Salón de Escritores-Pintores. 1996

- Segundo Salón de Escritores-Pintores. 1998
- Tercer Salón de Escritores-Pintores. 1999

- Quinta Normal, Santiago. 2007

- Galería virtual www.galeriabucci.cl donde figuran 40 pinturas a lápiz del autor.

- Colectiva de AIA en Hall Central del Diario La Nación-Santiago.  2009

- Revista La Pluma del Ganso-México. 2010

- Exposición colectiva “Homenaje al Galerista Enrico Bucci”. APECH. Asociación de Pintores

y Escultores de Chile.  

## Material didáctico
- Las muertes de un falte difunto” (novela) declarada por el Ministerio de Educación de Chile, Material Didáctico complementario de la educación chilena, para la enseñanza de la Asignatura de Castellano a nivel de Educación Media.

## Actividad cine y teatro
- Actor principal del cortometraje del cineasta y pintor chileno Alfredo Jaar. 1982
- Actor en varias obras de teatro Grupo Alí Babá del Estadio Palestino de Santiago.1982 hasta 1985